# Schirmeck
Schirmeck (Chermec in lorenese) è un comune francese di 2 132 abitanti situato nel dipartimento del Basso Reno nella regione del Grand Est.
Il suo territorio è attraversato dal fiume Bruche.

## Società

### Evoluzione demografica
Abitanti censiti